# Association interprofessionnelle de la betterave et du sucre
L'Association interprofessionnelle de la betterave et du sucre (AIBS) est une organisation interprofessionnelle française de la filière betterave-sucre, créée par arrêté interministériel du 27 mars 1997, reconnue par le ministère de l’Agriculture par décret du 2 juin 2014.

## Missions
L’objet de l’AIBS est de :
- développer la concertation entre les parties prenantes de l’association ;

- financer des études économiques et des recherches techniques, ainsi que toute action d’intérêt général pour la filière ;

- promouvoir les débouchés de la betterave, du sucre, de l’alcool, de l’éthanol, ainsi que de leurs coproduits et sous-produits.

En juillet 2019, l'AIBS est chargée par le ministre de l'Agriculture d'élaborer un plan stratégique de la filière betterave et sucre. Il est remis en novembre 2019 et comporte cinq objectifs, concernant la compétitivité tant pour la culture de la betteraves que pour l'industrie sucrière, la diversification, les échanges internationaux et la valorisation des produits.  

## Organisation
L’AIBS a procédé à une refonte de ses statuts en 2016, rénovation profonde rendue nécessaire par la suppression du régime des quotas sucriers fin septembre 2017.
L’AIBS regroupe la Confédération générale des planteurs de betterave (CGB), les fabricants de sucres (Cristal union, Lesaffre Frères, Sucrerie et distillerie de Souppes Ouvré Fils, Saint Louis Sucre, Tereos France) ainsi que le Syndicat national des fabricants de sucre de France (SNFS).
L'AIBS prélève des contributions volontaires obligatoires auprès des professionnels du secteur à hauteur de 9 millions d'euros au total, dont un peu plus de 4 millions pour le compte de l'Institut technique de la betterave (ITB).

## Communication

### Activité de lobbying en France
Pour l'année 2017, l'AIBS déclare à la Haute Autorité pour la transparence de la vie publique exercer des activités de lobbying en France pour le compte de 7 clients, et pour un montant qui n'excède cependant pas 50 000 euros.